# Elecciones vicepresidenciales de Ecuador de 1961
Elección realizada el 8 de noviembre de 1961 por el Congreso Nacional luego de la asunción del vicepresidente Carlos Julio Arosemena Monroy,  luego del derrocamiento de José María Velasco Ibarra. 

## Candidatos
Los candidatos fueron presentados por las bancadas parlamentarias, dándose dos votaciones, en la primera ninguno obtuvo los votos mayoritarios, pasándose a una segunda votación, la primera vez que esto ocurre en este tipo de elecciones, dividiéndose el Congreso entre dos candidatos, el Teniente Coronel retirado Reynaldo Varea Donoso, Vicepresidente del Senado encargado de la Presidencia del Congreso, por el ala arosemenista, y el exvicepresidente Alfredo Chiriboga por los velasquistas, triunfando la facción del presidente Arosemena.
| Lista           | Partido         | Partido                             | Vicepresidente              | Cargos Previos                                       | Votos |
| --------------- | --------------- | ----------------------------------- | --------------------------- | ---------------------------------------------------- | ----- |
| -               | Independiente   | Independiente                       | Reynaldo Varea Donoso       | Ministro de Defensa (1953 - 1954)                    | 68    |
| 10              |                 | Federación Nacional Velasquista     | Alfredo Chiriboga Chiriboga | Vicepresidente de la República (1952 - 1956)         | 0     |
| 3               |                 | Partido Socialista Ecuatoriano      | Alfredo Pérez Guerrero      | Ministro de Previsión Social y Trabajo (1947 - 1948) | 0     |
| 2               |                 | Partido Liberal Radical Ecuatoriano | Carlos Andrade Marín Malo   | Alcalde de Quito (1955 - 1959)                       | 0     |
| Votos en Blanco | Votos en Blanco | Votos en Blanco                     | Votos en Blanco             | Votos en Blanco                                      | 7     |